# Conferencia Mundial sobre la Mujer de 1995
La Cuarta Conferencia Mundial sobre la Mujer: Acción para la Igualdad, el Desarrollo y la Paz fue el nombre dado a la IV Conferencia convocada por la Organización de las Naciones Unidas del 4 al 15 de septiembre de 1995 en Pekín, China.
En esta conferencia, los gobiernos del mundo buscaban acordar un plan viable para conseguir igualdad legal global para las mujeres, conocido como la Plataforma de Pekín para la Acción. 

## Antecedentes
La carta de fundación de las Naciones Unidas de 1945 incluyó una provisión para la igualdad entre hombres y mujeres (capítulo III, artículo 8). Posteriormente, de 1945 a 1975 varias mujeres dentro de las Naciones Unidas y dirigentes de los movimientos de las mujeres, en la etapa global, configuraron estos principios para promover la acción. La Asamblea General de las Naciones Unidas aprobó una resolución (Resolución 3010 de la Asamblea General de las Naciones Unidas) en la que 1975 tendría que ser el año Internacional de las mujeres. En diciembre de 1975, la ONU en la asamblea General pasó una resolución extendiendo plazos, (resolución 31/136) en la que se propuso que de 1976 a 1985 tendría que ser la "Década de las Mujeres".

### Primera Conferencia Mundial sobre la Mujer, Ciudad de México, 1975
Conjuntamente con esa propuesta del año Internacional de las mujeres, la primera conferencia mundial de la mujer tuvo lugar en Ciudad de México en 1975. Finalizó con la Declaración de México para la Igualdad de Mujeres y Su Contribución a Desarrollo y Paz.

### Segunda Conferencia Mundial sobre la Mujer, Copenhague, 1980
La segunda conferencia mundial de la mujer fue en Copenhague en 1980. La conferencia estuvo de acuerdo en que la Convención para la Eliminación de Todas las Formas de discriminación contra Mujeres de 1979 fue un hito importante. La conferencia de Copenhague también reconoció el vacío entre los derechos legales para la capacidad de ejercitar los derechos de las mujeres y las mujeres que, realmente ejercen aquellos derechos. Además del acuerdo se apoyó la acción en tres áreas: acceso a educación; oportunidades de trabajo; y servicios de salud adecuados, todos son esenciales para conseguir los objetivos propuestos en México.

### Tercera Conferencia Mundial sobre la Mujer, Nairobi, 1985
La tercera conferencia mundial de la mujer fue en Nairobi en 1985. La conferencia de Nairobi describió áreas en las que el progreso en la igualdad de las mujeres podría ser medido: medidas constitucionales y legales; igualdad en participación social; igualdad en participación política; y en toma de decisión. La conferencia también reconoció la necesidad de las mujeres para participar en todas las áreas de actividad humana, no solo en aquellas áreas relacionadas con el género.

### Preparativos para la Cuarta Conferencia Mundial sobre la Mujer, Beijing, 1995
Las delegadas prepararon, con antelación a la Conferencia de Pekín, una Declaración y Plataforma para la Acción enfocada en conseguir mayores oportunidades de igualdad para las mujeres.

## Participantes

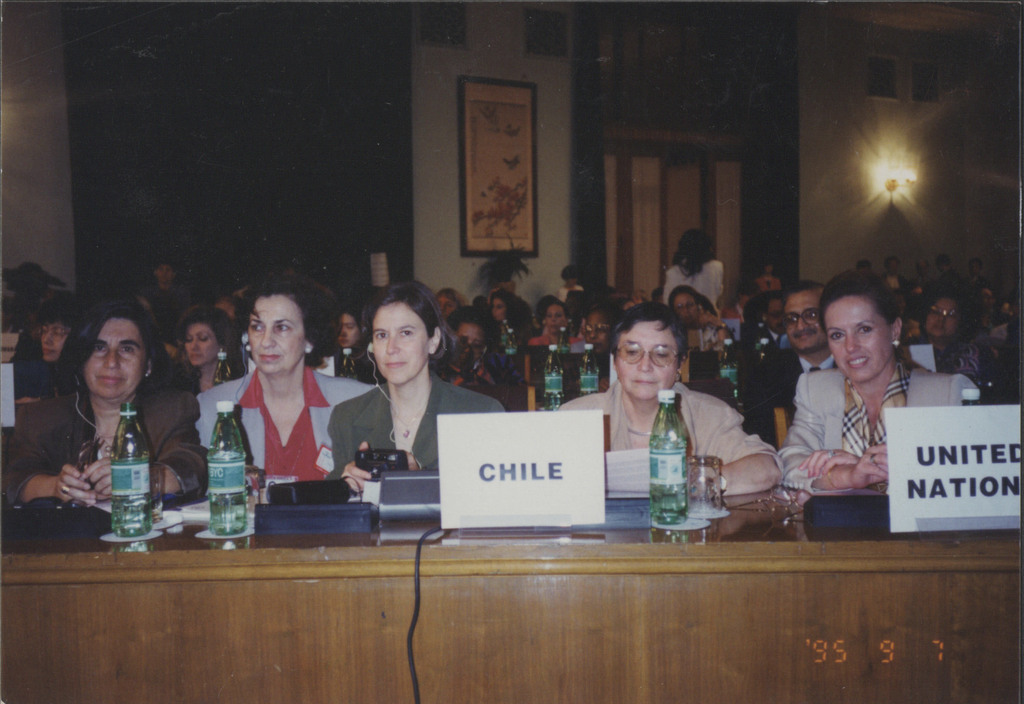
Representantes chilenas en la conferencia.

### Plenaria y sede central
La Cuarta Conferencia Mundial sobre la Mujer contó con la participación de representantes de 189 gobiernos, agencias del sistema de las Naciones Unidas y organizaciones intergubernamentales como la Unión Europea y la Liga de Estados Árabes, además de activistas y organizaciones provenientes de diversas regiones del mundo. En total, asistieron alrededor de 17,000 participantes a las sesiones oficiales realizadas en el Centro Internacional de Conferencias de Beijing.
La conferencia fue presidida por Gertrude Mongella, de Tanzania, quien se desempeñó como secretaria general del evento. El discurso inaugural estuvo a cargo de Aung San Suu Kyi, líder política birmana y símbolo internacional de la resistencia pacífica.
Una lista completa de las intervenciones realizadas por las y los asistentes está disponible en el sitio web oficial de las Naciones Unidas.

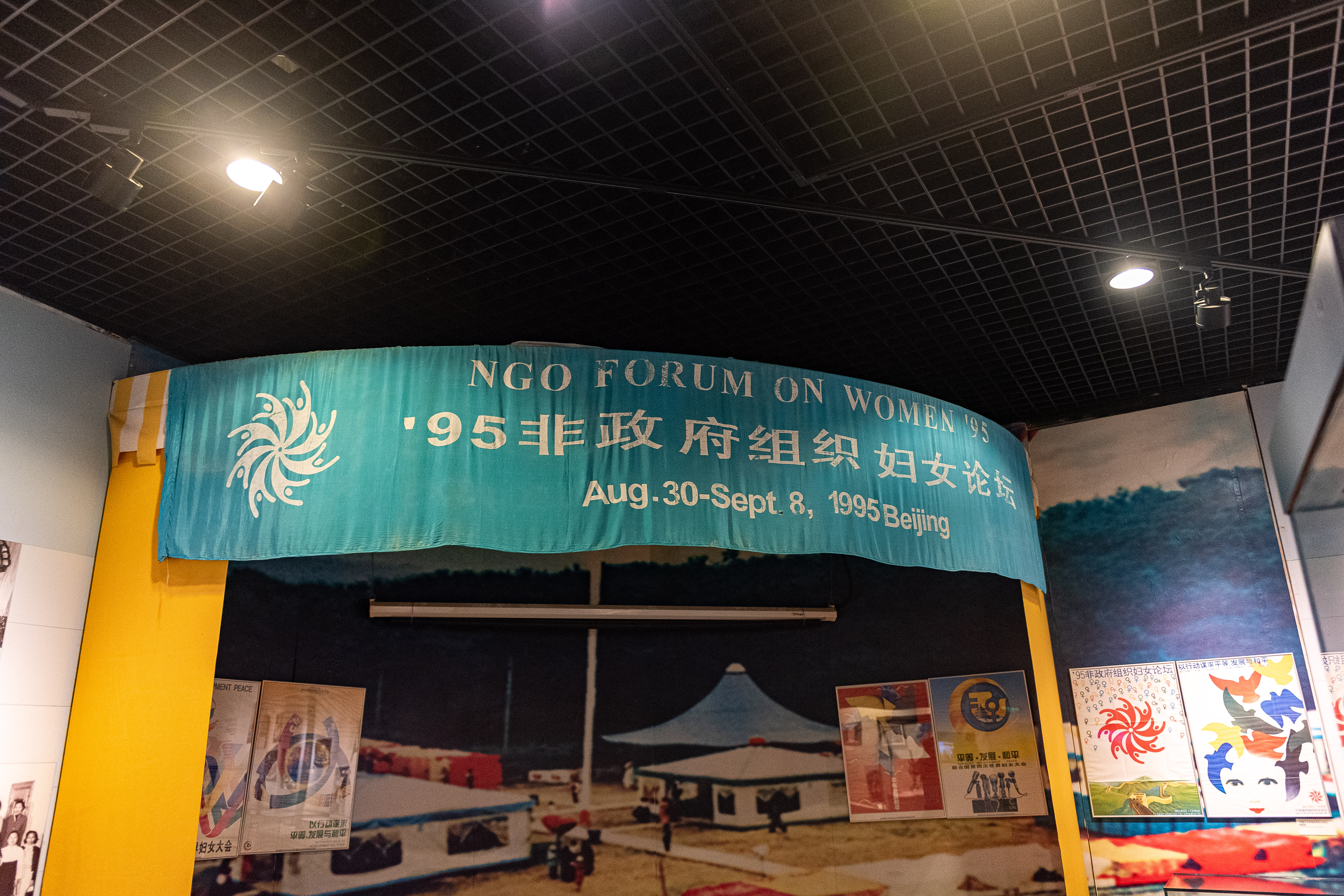
Bandera del Foro de ONG de 1995.

### Foro de ONG
En paralelo a la conferencia oficial, cerca de 30,000 activistas y personalidades provenientes de diversas regiones del mundo asistieron al Foro de ONG, celebrado en un espacio acondicionado dentro de la Zona Escénica Turística de Huairou, a unos 42 kilómetros del recinto principal en Beijing. Esta reubicación fue resultado de problemas estructurales en el recinto originalmente previsto y generó una fuerte reacción por parte de las organizaciones civiles, que denunciaron la distancia, la precariedad logística y la posible intención del régimen chino de aislar a las activistas del evento intergubernamental. A pesar de ello, el nuevo espacio —un terreno de 42 hectáreas con carpas, pabellones y zonas abiertas— permitió la realización de más de 5,000 actividades y reunió a cerca de 30,000 participantes provenientes de distintas regiones del mundo. 

## Discursos
Hillary Clinton, entonces primera dama de los Estados Unidos, pronunció el discurso “Los derechos de las mujeres son derechos humanos” durante la conferencia, el 5 de septiembre de 1995.  Este discurso es considerado uno de los más influyentes en el movimiento global por los derechos de las mujeres, por su contundente llamado a reconocer la igualdad como una cuestión de derechos humanos fundamentales.

En 2013, Clinton lideró una revisión sobre el estado de los derechos de las mujeres desde su discurso de 1995, evaluando los avances logrados y los retos pendientes a nivel mundial.
"Si hay un mensaje que se repite en esta conferencia, es que los derechos humanos son derechos de mujeres. Y los derechos de las mujeres son derechos humanos.
No olvidar que entre aquellos derechos está el de hablar libremente. Y el correcto de ser oído.
Las mujeres tienen que disfrutar del derecho de participar plenamente en las vidas sociales y políticas de sus países, si queremos libertad y democracia."

--Hillary Rodham Clinton
Beverly Palesa Ditsie fue la primera mujer lesbiana africana para dirigir en la Organización de las Naciones Unidas sobre derechos LGBT cuando realizó su discurso el 13 de septiembre de 1995.
"Ninguna mujer puede determinar la dirección de su vida propia sin la capacidad de determinar su sexualidad. La sexualidad está integrada, profundamente integrada como parte de la vida de cada ser humano y no tendría que ser objeto de debate o de coerción. Los derechos humanos de las mujeres tienen que reconocer que cada mujer tiene el correcto derecho de determinar su sexualidad libre de discriminación y opresión.
Decir esto en una conferencia para todas las mujeres, respetando su orientación sexual, para reconocer en la Plataforma para Acción que los derechos lesbianos son derechos de las mujeres y que los derechos de las mujeres son universales, inalienables, y derechos humanos indivisibles."

--Beverly Palesa Ditsie 
Muchos otros discursos fueron también expuestos en la conferencia, en representación de gobiernos, de las Naciones Unidas y de organizaciones intergubernamentales, y organizaciones no gubernamentales.

## La Plataforma de Pekín para la Acción
La Declaración de Pekín y la Plataforma para la Acción están reconocidos como el proyecto más progresista para avanzar en los derechos de las mujeres. 
1. Mujeres y medioambiente
2. Mujeres en el poder y toma de decisión.

Emblema de reivindicación derechos de mujeres.

3. Emblema de reivindicación derechos de mujeres.Niñas
4. Mujeres y economía
5. Mujeres y pobreza
6. Violencia contra mujeres
7. Derechos humanos de mujeres
8. Educación y entrenando de mujeres
9. Mecanismos institucionales para el adelanto de mujeres Archivado el 16 de marzo de 2021 en Wayback Machine.
10. Mujeres y salud
11. Mujeres y los medios de comunicación
12. Mujeres y conflicto armado

### Declaración de Mujeres Indígenas en Pekín
Un resultado importante de la conferencia era la Beijing Declaration of Indigenous Women, firmada en el Foro de ONG Forum in the Indigenous Women's Tent. Este documento busca, en parte, para reconciliar la tensión de activistas mujeres indígenas y los movimientos indígenas dominados por hombres. Fue un paso adelante significativo hacia los derechos de las mujeres indígenas y una victoria significativa para la práctica de feminismo indígena.
El punto 50 de la declaración proporciona una llamada clara a acción para gobiernos en asuntos indígenas a través del globo. Las demandas en el documento son "que todos los gobiernos y organizaciones no-gubernamentales y gubernamentales reconocen el derecho de los pueblos indígenas a autodeterminación, y el derecho histórico, político, social, cultural, económico, y derechos religiosos de pueblos indígenas en sus constituciones y sistemas legales." De aquella premisa, se continúa para especificar áreas para la acción que incluyen autodeterminación; desarrollo, educación y salud; vulneraciones de derechos humanos y violencia contra mujeres; patrimonio intelectual y cultural; y participación política.
El documento dirige los problemas de las mujeres que padecen además de aquellos padecidos por los hombres, los cuales incluyen erosión de cultura (y funciones de género), pérdida de tierra tradicional, y de identidad y estado en los espacios habitan.
Cuando se cita la "Declaración ONU Internacional del Mundo de pueblos indígenas de la Década, el Borrador de los Derechos, la Convención en la Eliminación de Todas las Formas de Discriminación Contra Mujeres, las Estrategias para el progreso de Mujeres de Nairobi, Programa 21 y la Declaración de Río sobre el Medio Ambiente y el Desarrollo, la Declaración de los Derechos Humanos en el Islam, y el Copenhagen Social Summit Declaration."

## Conmemoración
En 2014 ONU Mujeres empezó su conmemoración del 20.º aniversario de la Cuarta Conferencia Mundial sobre la Mujer con la campaña Empowering Women, Empowering Humanity: Picture It! Campaña que también llegó a Pekín como Beijing+20.
En 2019, ONU Mujeres lanzó la Campaña de Igualdad de Género y Foro de Igualdad para "emprender el negocio inacabado de facultar mujeres a través de nuevos procesos, multi-generacionales, Igualdad de Genero: Dándose cuenta de los derechos de las mujeres para un futuro equitativo." También se llamó Beijing +25, la campaña y el foro organizados en colaboración con miembros de la sociedad civil, y para servir como planificación, junto con la 64.ª Sesión de la Comisión de la Condición Jurídica y Social de la Mujer de ONU sobre el Estado de Mujeres (CSW), hasta la Asamblea General de las Naciones Unidas en Nueva York en el 23 de septiembre de 2020. En 2019, en la 73.ª sesión de la Asamblea General de la ONU, los gobiernos apalabraron sus compromisos y actividades previstas para la igualdad de género en 2030 en una sesión durante la 74.ª sesión en 2020. Las demandas de la Campaña de Igualdad de la Género incluyen "paga igual, compartir cuidados y trabajo doméstico, fin a todas las formas de violencia contra mujeres y chicas, salud-servicios de cuidado, y su participación en decisión y vida política, en todas las áreas de vida." El Foro de Igualdad de la Género está preparado por Mujeres de ONU, y copresidido por México y Francia. El Foro estaba previsto en Ciudad de México, el 7 y 8 de mayo de 2020 y concluiría en París, Francia de 7 al 10 de julio de 2020, se pospuso por crisis de COVID19. Discusiones y revisiones de progreso en la Plataforma de Pekín para Acción y la Convención en la Eliminación de Todas las Formas de Discriminación Contra Mujeres (CEDAW) también tendrá lugar en la 64.ª sesión del Estado de Mujeres, en Nueva York, previsto para marzo de 2020 y pospuesto.

## Documentación
En 2015 se estrenó el documental llamado "MAKERS: De una vez por todas", sobre la Cuarta Conferencia Mundial sobre la Mujer.